# Теракт в Чарсадде (2008)
Террористический акт в Чарсадде произошёл 9 февраля 2008 года, целью атаки стали сторонники Национальной партии Авами.

## Ход атаки
9 февраля 2008 года террорист-смертник привёл в действие нательное взрывное устройство находясь на митинге сторонников Национальной партии Авами. В результате атаки погибло 27 человек, ещё около 50 получили ранения различной степени тяжести. Ответственность за теракт взяла на себя радикальная суннитская группировка Техрик Талибан-и-Пакистан.